# David Behrman
Pour les articles homonymes, voir Behrman.
 (mars 2021).
David Behrman, né le 16 août 1937 à Salzbourg en Autriche, est un compositeur américain pionnier de l'informatique musicale. Il a été le producteur de la série Music of Our Time chez Columbia Records où a été enregistré pour la première fois In C de Terry Riley. Il a fondé en 1966 Sonic Arts Union (en) avec les compositeurs Robert Ashley, Alvin Lucier and Gordon Mumma et publie son premier album On the Other Ocean (en) chez Lovely Music (en) en 1978.
Par ailleurs, David Behrman est également connu pour ses collaborations avec le chorégraphe Merce Cunningham en composant les musiques de ses pièces Walkaround Time (1968), Rebus (1975), Pictures (1984) et Eyespace 40 (2007).

## Biographie
David Behrman est le fils de S. N. Behrman, un auteur dramatique et scénariste américain à succès, et d'Elza Heifetz Behrman, qui était la sœur du violoniste Jascha Heifetz.
Il a suivi les cours de la Phillips Academy à Andover dans le Massachusetts où il avait comme camarades de classe Carl Andre, Hollis Frampton et Frank Stella[réf. nécessaire]. Là-bas il s'est également lié d'amitié avec le pianiste et compositeur Frederic Rzewski. Lors d'un stage d'été à Indian Hill, en 1953, il est initié à la musique moderne par Wallingford Riegger[réf. nécessaire]. Il étudie la musique à l'université Harvard de 1955 à 1959, où il se lie d'amitié avec Christian Wolff. À l'école d'été de Darmstadt, en 1959, il rencontre La Monte Young et Nam June Paik. Il obtient un master of Arts de l'Université Columbia en 1963[réf. nécessaire].
David Behrman est membre de l'Avery Graduate Arts Program faculty au Bard College depuis 1998. Il est co-directeur du Centre pour la Musique contemporaine au Mills College de 1975 à 1980 et a également enseigné au California Institute of the Arts, à l'université d'État de l'Ohio, à l'université Rutgers et à l'université technique de Berlin.

## Musique
David Behrman est considéré comme un compositeur minimaliste[réf. nécessaire]. Sa musique a souvent fait appel à des interactions en direct entre musiciens et ordinateurs – en général un ordinateur générant des sons déclenchés par les interventions des musiciens –, la plupart du temps des hauteurs, mais aussi d'autres aspects de la performance, comme le volume en QRSL (voir l'enregistrement de  Maggi Payne sur The Extended Flute). Ses travaux les plus significatifs comme On the Other Ocean, Interspecies Small Talk, et autres ont été publiés par Lovely Music.
David Behrman vit à New York.

## Récompenses
- 1994, Foundation for Contemporary Arts Grants to Artists Award.